# Сферична аберація

Проходження світлового пучка через ідеальну лінзу (зверху) та лінзу з наявною сферичною аберацією (знизу)

Сферична аберація — аберація оптичних систем, викликана порушенням гомоцентричності пучків променів від точкового джерела, що пройшли через оптичну систему без порушення симетрії будови цих пучків (на відміну від коми й астигматизму).
Сферичну аберацію прийнято розглядати для пучка променів, що виходить з точки, розташованої на оптичній осі. Однак, сферична аберація має місце і для інших пучків променів, що виходять з точок предмета, віддалених від оптичної осі, але в таких випадках вона розглядається як складова частина аберацій всього пучка променів. Причому, хоча ця аберація і називається сферичною, вона характерна не тільки для сферичних поверхонь.
В результаті сферичної аберації циліндричний пучок променів після заломлення лінзою (у просторі зображень) отримує вигляд не конуса, а деякої воронкоподібної фігури, зовнішня поверхня якої, поблизу вузького місця, називається каустичною поверхнею. При цьому зображення точки у фокусі має вигляд диска з неоднорідним розподілом освітленості, а форма каустичної кривої дозволяє судити про характер розподілу освітленості.